# 仵作
仵作是中國古代官府中專門負責檢驗屍體的男吏役；驗屍的女役則稱之為穩婆。仵作兩字都沒有殮葬的意思，但自唐朝起盛用；清时改称為检验吏。

## 歷史
战国後期有“令史”一职，专门带领隶臣从事尸体检验和活体检验。汉代，法医学检验已相当盛行，一個縣約設置仵作一至三名，每年可以得到三四兩銀錢的“工食銀”。隋唐時期，“仵作”一词已出现，是負責殯葬業的人，後來逐漸發展成組織；五代王仁裕《玉堂闲话》载：这类殓尸殡葬民间行会的成员就叫作“仵作行人”。
宋代这种类似现代法医专业的吏役，正式被称为“仵作”或“行人”，又称为“团头”，同行还有“坐婆”、“稳婆”等，遇到妇女下体的检验时，必須借由“坐婆”檢驗。南宋的宋慈編撰《洗冤集录》，颁行全国，成为宋朝以降历代刑狱官办案必备参考书籍。元明时仵作成为正式检验鉴定吏役。清代仵作事業最上軌道，《清朝文献通考·职役三》载：“大州县额设三名，中州县二名，小州县一名。仍各再募一、二名，令其跟随学习，预备顶补。各给《洗冤录》一本，选委明白刑书一名，为之逐细讲解，务使晓畅熟习，当场无误。将各州县皂隶裁去数名，以其工食分别拨给，资其养赡。”
尽管忤作长期从事人命關天的工作，但古中國封建思想極重，自堯舜时代即由贱民或奴隶检查尸体并向官员报告情况，也就相当于是古代的法医雛型。仵作在古代都是由地位低下的贱民担任，大抵是殓尸送葬、鬻棺屠宰之家，其後代禁絕参加科举考试，故成为不少人奚落和嘲讽的对象。在官方正史中，極少有关忤作的言行记载，在古典小说，仵作更被描寫成无赖形象，因此仵作的素質難以提升。元王与《无冤录》上卷格例《省府立到检尸式内二项》评：“其仵作行人南方多係屠宰之家，不思人命至重，暗受凶首或事主情嘱，捏合尸伤供报。”“仵作人晓得官府心里要报重的，敢不奉承？把红的说成紫的，青的说成黑的，报了致命伤两三处”。
清朝時，仵作地位稍有提升。雍正六年（1728），下旨將仵作轉為衙門中正式的員額。《大清律例》明文规定：“其有检验得法，洗雪沈冤厚给予之”，但官署仍多视仵作为贱役，吝於賞賜，清末护理云贵总督沈秉堃疾言呼籲要提升仵作的專業能力，他說仵作被“视为卑贱，工食亦极微薄，自好者多不屑为”，“误执伤痕，颠倒错乱，不一而足；若遇开检重案，无不瞠目束手”。清末的“杨乃武与小白菜”一案的关键點在於初审时仵作的疏忽大意，將骨頭發霉視為中毒死亡事件，事後翻案的关键竟仍依赖于在刑部任职六十载的老仵作，案件才得以扭转，參考的仍是宋代出版的《洗冤錄》一書。与现代法医最大的不同是古代的法医是不能解剖尸体的。明、清兩代規定基層州县官必須親自驗屍，實際上是在現場指揮仵作檢驗。